# Miss Venezuela 1956
El Miss Venezuela 1956 fue la cuarta (4º) edición del certamen Miss Venezuela, celebrada en el Hotel Tamanaco Internacional en Caracas, Venezuela, el 30 de junio de 1956, después de varios días de eventos. La ganadora del concurso fue Blanca Heredia, Miss Distrito Federal.

## Resultados
- Miss Venezuela 1956 - Blanca Heredia (Miss Distrito Federal)
- 1st runner-up - Celsa Pieri (Miss Sucre)
- 2nd runner-up - Elizabeth Rotundo (Miss Aragua)
- 3rd runner-up - Alida Marquis (Miss Departamento Libertador)
- 4th runner-up - Beatriz Gutiérrez (Miss Caracas)

## Concursantes
- Miss Amazonas - Beatriz Bello
- Miss Aragua - Elizabeth Rotundo
- Miss Barinas - Lourdes Agostini Oquendo
- Miss Caracas - Beatriz Gutiérrez Padrón
- Miss Delta Amacuro - Alba Guevara
- Miss Departamento Libertador - Alida Márquiz
- Miss Departamento Vargas - Inés María Montoya
- Miss Distrito Federal - Blanca "Blanquita" Heredia Osío
- Miss Guárico - Belén Infante
- Miss Lara - Fanny Torrealba
- Miss Maracaibo - Lady Josefina Andrade
- Miss Miranda - Aracelis Mora
- Miss Nueva Esparta - Ennia Mendoza
- Miss Sucre - Celsa Druscila Pieri Pérez
- Miss Trujillo - Lilian Haack
- Miss Zulia - Iris Rubio[1]

## Representación Internacional
- Blanquita Heredia fue semifinalista del Miss Universo 1956 en Estados Unidos.
- Celsa Pieri participó sin éxito en el Miss Mundo 1956 en el Reino Unido.